# Osservazioni sulla morale cattolica
Le Osservazioni sulla morale cattolica sono un saggio filosofico-religioso composto da Alessandro Manzoni e pubblicate nel 1819, in contrapposizione alla Storia delle repubbliche italiane del Medio Evo di Sismonde de Sismondi, in cui lo storico svizzero accusa la Chiesa cattolica di aver ostacolato la nascita di una morale salda, che servisse da collante per il bene civile.

## Tematiche e struttura

### Il ruolo di Luigi Tosi
L'opera fu scritta per incitamento del direttore spirituale della famiglia Manzoni, il futuro vescovo di Pavia Luigi Tosi, preoccupato «del male che può fare e realmente fa, da noi, quest'opera [L'Histoire di Sismondi], e soprattutto il capitolo [il 127 del XVI volume] che, fingendo di descrivere la religione degli Italiani, ridicolizza la morale della Chiesa cattolica». Durante la composizione Manzoni chiese spesso consigli e giudizi al canonico. L'autore aveva inoltre progettato di scrivere una seconda parte delle Osservazioni, rimasta incompiuta.

### Parte prima
La Parte prima è strutturata in una prefazione Al lettore e in 19 capitoli, ciascuno dei quali si apre con una citazione sismondiana che l'autore si premura di confutare. Per lo studioso ginevrino Manzoni ribadisce nella prefazione la propria stima, cui unisce tuttavia la necessità di smentire la tesi fondamentale dell'ultimo tomo dell'Histoire, quella secondo cui la Chiesa avrebbe corrotto i costumi morali e civili degli italiani. Nella Morale Cattolica, Giuseppe De Robertis rileverà, forse esagerando, «un precedente mediato dei Promessi Sposi, e immediato degli Sposi Promessi [cioè il Fermo e Lucia], ma non teorico, sibbene di tono e di linguaggio, e non di tutti Gli Sposi Promessi, ma della grande figura di Federigo».
Le Osservazioni risentono in particolare degli scritti di Nicole, Pascal, Bourdaloue e Massillon, esplicitamente citati e lodati. L'influenza, quindi, non è strettamente giansenista, se si considera che Bourdaloue era un prete gesuita e che il Nicole, pur essendo un portorealista, si dimostrò, nell'Essai sur la morale, meno severo degli altri giansenisti, e segnatamente sulla questione della grazia, che deve essere imprescindibilmente legata all'agire umano. Inoltre, va rilevato come il Saint-Cyran e l'Arnauld, portorealisti molto più radicali, non vengono mai citati nel testo manzoniano, fermo nel condannare ogni forma di orgoglio ma imperniato principalmente sul concetto della misericordia divina ed ecclesiastica, rivolta a ogni singolo uomo, anche il più peccatore.

### Parte seconda
Subito dopo la Parte prima, Manzoni abbozzò alcuni schizzi della Parte seconda, la cui pubblicazione era data come prossima nella prefazione del volume lampertiano. Le parole del Tosi a Lamennais confermano l'inizio della nuova fatica, sostenendo che l'autore aveva «portato seco i primi schizzi delle sue dissertazioni» recandosi a Parigi (lettera del 28 dicembre 1819). Le nuove osservazioni rivelano una maggiore severità dottrinaria ma, al tempo stesso, una minore identificazione della fede con il patriottismo, perché le idee della religione sono in sintonia con tutto ciò che è universale.